# Jerry Adler (acteur)
Jerry Adler (Brooklyn, 4 februari 1929) is een Amerikaans acteur, theaterregisseur, theaterproducent en theatermanager.

## Biografie
Adler is een zoon van moeder Pauline en vader Philip Adler, hij is opgegroeid in een Joods huishouden. 
Adler begon zijn acteercarrière in het theater als theatermanager, in 1951 was hij als manager verantwoordelijk voor de Broadway-musical Seventeen. Hierna heeft hij nog talloze toneelvoorstellingen gedaan als manager. Ook heeft hij diverse voorstellingen geregisseerd, geproduceerd en als acteur opgetreden.
Adler begon als acteur voor de televisie in 1991 met de televisieserie Brooklyn Bridge. Hierna heeft hij nog meerdere rollen gespeeld in televisieseries en films zoals Manhattan Murder Mystery (1993), One Life to Live (1995), Getting Away with Murder (1996), Mad About You (1993-1998), In Her Shoes (2005), Find Me Guilty (2006), The Sopranos (1999-2007), Rescue Me (2007-2011) en The Good Wife (2011-2012).

## Filmografie[1]

### Films
Uitgezonderd korte films.
- 2019 Fair Market Value - als Victor Rosen
- 2014 A Most Violent Year - als Joseph Mendelsohn
- 2014 The Angriest Man in Brooklyn - als Cooper
- 2013 Remember Sunday - als Sam
- 2012 Red Hook - als Bernie
- 2008 Synecdoche, New York – als vader van Caden
- 2007 The Memory Thief – als mr. Zweig
- 2007 Goodbye Baby – als Perlman
- 2006 Find Me Guilty – als advocaat van Jackie
- 2005 Prime – als Sam
- 2005 In Her Shoes – als Lewis Feldman
- 2000 Jackie Bouvier Kennedy Onassis – als Maurice Tempelsman
- 1999 Aftershock: Earthquake in New York – als Burt Hornstein
- 1999 30 Days – als Rick Trainer
- 1997 Six Ways to Sunday – als Louis Varga
- 1996 Larger Than Life – als evenementen coördinator
- 1996 Getting Away with Murder – als rechter
- 1995 For Better or Worse – als Morton Makeshift
- 1993 The Odd Couple: Together Again – als Murray
- 1993 Manhattan Murder Mystery – als Paul House
- 1992 Exclusive – als Mort
- 1992 The Public Eye – als Arthur Nabler

### Televisieserie
Uitgezonderd eenmalige gastrollen.
- 1993 – 1998 Mad About You – als mr. Wicker – 11 afl.
- 2017 - 2019 Transparent - als Moshe Pfefferman - 9 afl.
- 2017 - 2018 The Good Fight - als Howard Lyman - 2 afl.
- 2011 – 2016 The Good Wife – als Howard Lyman – 30 afl.
- 2014 Mozart in the Jungle - als Lazlo - 2 afl.
- 2007 – 2011 Rescue Me – als Sidney Feinberg – 34 afl.
- 1999 – 2007 The Sopranos – als Hesh – 26 afl.
- 2001 – 2002 Raising Dad – als Sam Stewart – 22 afl.
- 2000 Bull – als Max Decker – 2 afl.
- 1997 – 1998 Alright Already – als Al Lerner – 21 afl.
- 1995 – 1996 Hudson Street – als luitenant Al Teischler – 22 afl.
- 1994 – 1995 Northern Exposure – als rabbijn Alan Schulman – 3 afl.
- 1995 One Life to Live – als Len Hanen – 3 afl.

## Theaterwerk opBroadway[2]

### Theateracteur
- 2000 Taller Than a Dwarf – als Mr. Miller

### Theaterregisseur
- 1982 Play Me a Country Song – musical
- 1982 The Little Prince and the Aviator – musical
- 1976 Checking Out - toneelstuk
- 1976 My Fair Lady – musical
- 1975 We Interrupt This Program… - toneelstuk
- 1974 Words & Music – musical
- 1973 Good Evening - toneelstuk
- 1972 Fun City - toneelstuk

### Theaterproducent
- 1980 Camelot – musical
- 1979 Last Licks - toneelstuk
- 1979 I Remember Mama – musical
- 1977 Annie – musical
- 1974 Who's Who in Hell - toneelstuk
- 1974 Ulysses in Nighttown - toneelstuk
- 1972 6 Rms Riv Vu - toneelstuk
- 1970 Home - toneelstuk
- 1969 Coco – musical - toneelstuk
- 1969 Dear World – musical
- 1967 Marlene Dietrich – concert
- 1967 The Unknown Soldier and His Wife - toneelstuk
- 1967 Little Murders - toneelstuk
- 1967 Black Comedy / White Lies - toneelstuk
- 1967 The Homecomming - toneelstuk
- 1966 At the Drop of Another Hat – musical
- 1966 The Apple Tree – musical
- 1966 A Time for Singing – musical
- 1966 Mark Twain Tonight! – toneelstuk
- 1965 Drat! The Cat! – musical
- 1962 Moby Dick – toneelstuk

### Theatermanager
- 1964 I had a Ball - musical
- 1964 Oh What a Lovely War – musical
- 1963 The Girl Who Came to Supper – musical
- 1963 The Jack Benny Show – variété
- 1956 My Fair Lady – musical
- 1954 Lunatics and Lovers – toneelstuk
- 1952 Of Thee I Sing – musical
- 1951 Seventeen – musical

- International Standard Name Identifier: 0000 0003 8593 8024
- Library of Congress Control Number: no2008050542
- Nationale Bibliotheek van Israël: 987007966579005171
- SNAC: w6n44677
- Virtual International Authority File: 78585225
- WorldCat: E39PBJrgJBwM3B6GTc8dBJJ7HC